# Mária Telkes
Mária Telkes, född 12 december 1900 i Budapest, död 2 december 1995 i Budapest, var en ungersk-amerikansk biofysiker och uppfinnare som arbetade med teknik för solenergi.

## Biografi
Före sin tid i USA studerade Mária Telkes fysikalisk kemi vid Eötvös Loránd-universitetet 1920 och tog sin doktorsexamen år 1924.
Hon flyttade till USA 1925 för att arbeta som biofysiker för Cleveland Clinic Foundation. Efter att ha förvärvat amerikanskt medborgarskap 1937 anlände hon till Massachusetts Institute of Technology där hon med början 1939 fokuserade på den praktiska användningen av solenergi. Medan hon var på MIT skapade Telkes en metod som använde natriumsulfat för att lagra energi från solen.
1952 blev Telkes den första mottagaren av Society of Women Engineers Achievement Award och 1977 tilldelades hon ett livstidsprestationspris från National Academy of Sciences Building Research Advisory Board.
Telkes var en produktiv uppfinnare av praktiska termiska anordningar, inklusive en avsaltningsenhet i miniatyr för användning på livbåtar, som använde solenergi och kondens för att samla in dricksvatten. Enheten räddade livet på piloter och sjömän som skulle ha varit utan vatten när de övergavs till sjöss. Under loppet av sin karriär fick Telkes mer än 20 patent, inklusive ett för en funktionell solugn.

## Dover Sun House
År 1948 började Mária Telkes och arkitekten Eleanor Raymond arbeta på Dover Sun House, ett av världens första soluppvärmda hus, projektet finansierades av filantropen och skulptören Amelia Peabody, och byggdes på hennes ägor i Dover, Massachusetts.
Huset värmdes av ett system som utformades så att natriumsulfat fick smälta i ett soluppvärmt utrymme. Dagtid förde fläktar luft genom det varma utrymmet och via kanaler ut till husets rum, nattetid fördes luft genom samma utrymme där saltet då svalnade och avgav sin lagrade värme.
Under de första två åren var huset framgångsrikt, fick enorm publicitet och drog massor av besökare. Popular Science hyllade det som kanske viktigare, vetenskapligt, än atombomben.
Dover Sun House var ett av världens första soluppvärmda hus, men ägarna fick dock ta bort systemet, när det vid den tredje vintern fanns problem med natriumsulfatet, det hade skiktat sig i lager av flytande och fast material, och dess behållare var korroderade och läckte. 1954 ersattes solvärmesystemet av en konventionell oljepanna, huset revs 2010.

## Priser och utmärkelser
Telkes fick upprepade erkännanden för sitt arbete.
- 1945 – OSRD Certificate of Merit for the Desalination Unit[11]
- 1952 – Inaugural Society of Women Engineers Achievement Award
- 1977 – Charles Greeley Abbot Award, American Solar Energy Society
- 2012 – National Inventors Hall of Fame

### Övrigt
- 12 december 2022 – Google Doodle uppmärksammade att hon föddes denna dag år 1900.[12]